# Sertularella implexa
Sertularella implexa is een hydroïdpoliep uit de familie Sertulariidae. De poliep komt uit het geslacht Sertularella. Sertularella implexa werd in 1888 voor het eerst wetenschappelijk beschreven door Allman. 